# Blauwgespikkelde pijlstaartrog
De blauwgespikkelde pijlstaartrog (Taeniura lymma) is een rog uit de familie Dasyatidae.

## Kenmerken
Het lichaam is groen- tot geelachtig, met talrijke contrasterende blauwe vlekjes en blauwe strepen opzij van de staart. De buikzijde is lichter. Boven op de staartwortel bevindt zich een giftige stekel. De vis kan een diameter bereiken van 25 centimeter en met staart meegerekend bijna 200 cm lang worden. Het gewicht bedraagt ruim 30 kg. De zwaarste die ooit gevonden is woog 45 kg.

## Leefwijze
De rog trekt in groepen door ondiep water waar ze zich bij hoog water voeden met kreeftachtigen, schelpdieren, wormen, garnalen en krabben. Tijdens laag water zoekt de vis beschutting in grotten en onder richels. In het nauw gedreven kan de blauwgespikkelde pijlstaartrog, hoewel hij niet agressief is, echter wel een giftige steek uitdelen met zijn staart. Net als alle andere pijlstaartroggen heeft hij namelijk een giftige angel aan het eind van zijn staart. Om te ademen zuigt hij via de openingen vlak achter zijn ogen water naar binnen om het zo langs zijn kieuwen te leiden.

## Voortplanting
Een worp bestaat meestal uit 3 tot 7 jongen, die in de baarmoeder worden gevoed met een melkachtige afscheiding uit de baarmoederwand.

## Verspreiding
Deze soort komt voor rond koraalriffen bij de kust van Afrika in de Indische Oceaan tot het Groot Barrièrerif ten oosten van Australië in het westelijke deel van de Grote Oceaan.

## Status
De vis heeft last van overbevissing door de kleinschalige beroepsvisserij rond koraalriffen. Meestal is deze rog bijvangst, maar nabij de kusten waar de rog voorkomt wordt de gevangen vis altijd aangeland en geconsumeerd. Verder wordt het leefgebied aangetast door de vernietiging van koraalriffen en bestaat er plaatselijk gerichte visserij op de vis voor aquaria (waarin de vis het overigens niet goed doet). Daarom nemen de populatie-aantallen af en om deze redenen staat de blauwgespikkelde pijlstaartrog als gevoelig (voor uitsterven) op de Rode Lijst van de IUCN.

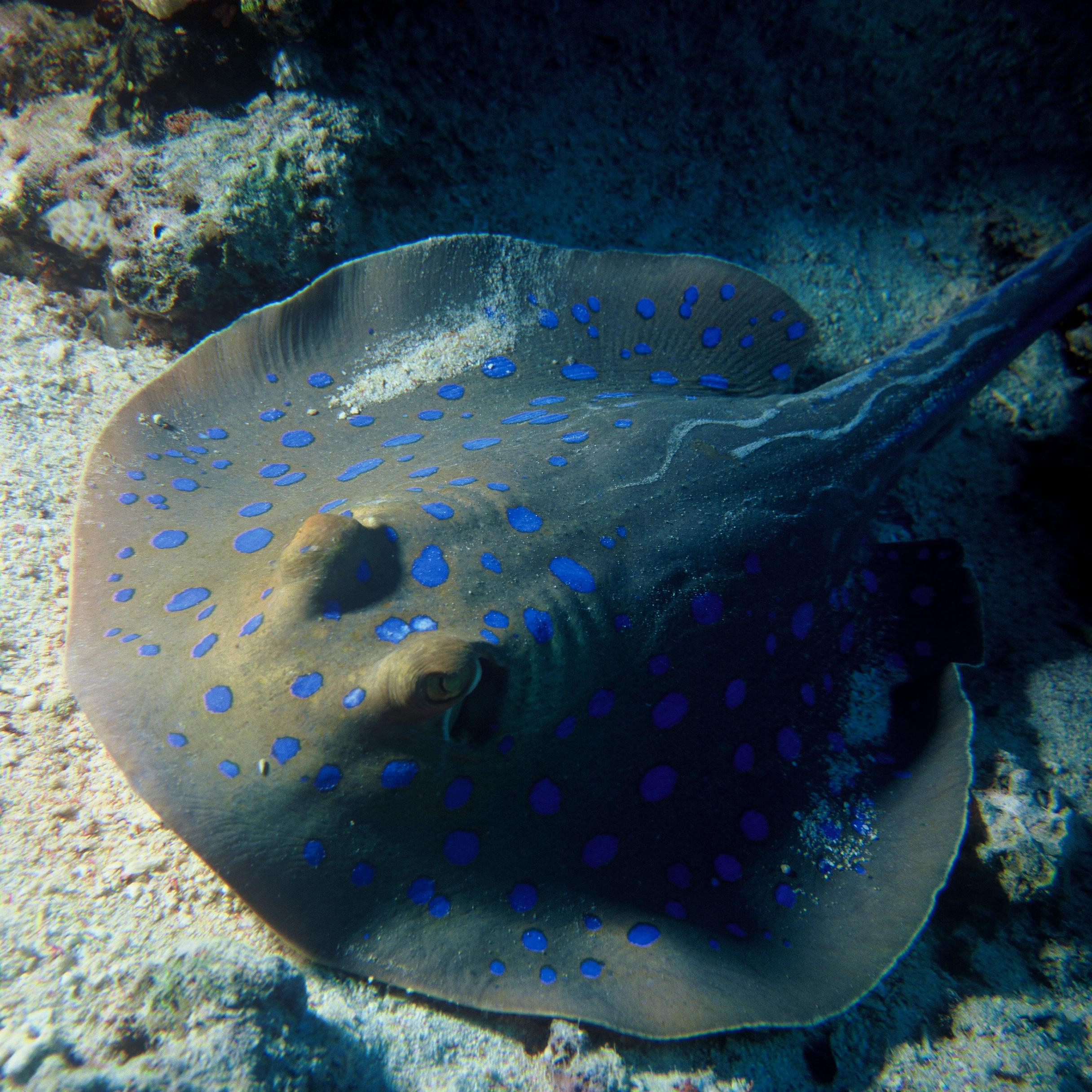
Blauwgespikkelde pijlstaartrog uit Rode Zee